# Racon
Racon (från RAdar beaCON, radarfyr) är en transponder installerad på en del fyrar för hjälp med identifiering. Då signalen från en fartygsradar träffar den, svarar den med en kod som på radarskärmen syns som en bokstav i morsekod, som utgående från fyrens eko på radarbilden ritar ut den med streck och punkter.
Racontekniken regleras av ITU, Internationella teleunionen, och fungerar på 9320 MHz till 9500 MHz, det så kallade X-bandet med 3 cm våglängd, vanligast bland fartygsradar. De flesta fungerar numera också på 2920 MHz till 3100 MHz, dvs S-band, med 10 cm våglängd. Den förutsätts reagera på 700 ns och sända tillbaka en puls som varar åtminstone 25 µs.
För att undvika att raconekot täcker viktig övrig information på radarskärmen, reagerar den bara under cirka 30 % av tiden och lämnar fältet fritt under 70 %.
En annan typ av radartransponder är SART. (Search And Rescue Radar Transponder) som sedan slutet av 1980-talet är obligatorisk på alla handelsfartyg. Den är innesluten i en liten boj tillsammans med ett batteri som aktiveras av vatten. Den installeras i en bygel så att den flyter upp om fartyget skulle sjunka och börjar sända en signal då den träffas av en radarpuls, för att det lättare skall gå att hitta överlevande. Den finns numera oftast i alla livbåtar och -flottar också, och kan aktiveras manuellt.